# Johann Driemer
Johann Driemer (* 7. Juni 1943 in Wien) ist ein österreichischer Gewerkschafter und Politiker.

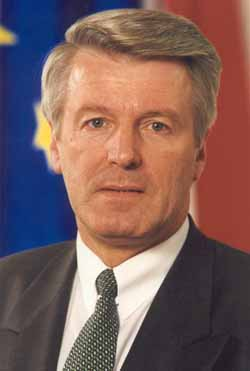
Landtagsabgeordneter a. D. Johann Driemer

Er bekleidete zahlreiche Ämter unter anderem war er Wiener Landtags- und Gemeinderatsabgeordneter der SPÖ (Sozialdemokratische Partei Österreichs), Bundesvorsitzender der Gewerkschaft Bau-Holz (GBH) und Vizepräsident des Österreichischen Gewerkschaftsbundes (ÖGB). Er gehörte der Fraktion Sozialdemokratischer GewerkschafterInnen (FSG) an. Er legte sämtliche Funktionen bis auf sein ehrenamtliches Engagement in seinem Heimatbezirk Favoriten am 1. Mai 2006 nieder und trat die Pension an.

## Politische Karriere
Johann Driemer begann seine Karriere nach einem Pflichtschulabschluss als Bäckerlehrling. Schon während dieser Zeit wurde er anlässlich eines Bäckereiarbeiterstreiks für die Gewerkschaftsbewegung sensibilisiert. Er schloss sich früh der Sozialdemokratischen Partei Österreichs (ehemals Sozialistische Partei Österreichs) an. Nachdem er vier Jahre lang den Beruf des Bäckers ausgeübt hatte, war er als Arbeiter und Angestellter der Firma Wienerberger beschäftigt. Nebenbei absolvierte er die Sozialakademie. Nach erfolgreichem Abschluss dieser wechselte er als Sachbearbeiter zur Pensionsversicherungsanstalt der Arbeiter. 1974 begann er seine Laufbahn beim Österreichischen Gewerkschaftsbund. Kurz darauf verlagerte sich seine Tätigkeit als Sekretär zur Teilgewerkschaft Bau-Holz. Schon wenig später wurde er zum Zentralsekretär ernannt, und im Jahre 1994 übernahm er den Bundesvorsitz der Gewerkschaft Bau-Holz. 1995 wurde er zum Vizepräsidenten des Gewerkschaftsbundes gewählt. Noch im selben Jahr wurde er in den Wiener Gemeinderat und Landtag gewählt. Danach begann eine steile Karriere. So wurde er innerhalb eines Jahres zusätzlich Vorstandsmitglied der Wiener Arbeiterkammer, Obmann der Bauarbeiter-Urlaubs- und Abfertigungskasse und Erster Obmann-Stellvertreter der Allgemeinen Unfallversicherungsanstalt. Zu Spitzenzeiten bekleidete er sechs Funktionen. Nach seinem Pensionsantritt im Jahr 2006 beschränkte er sein politisches Engagement ausschließlich auf ehrenamtliches Engagement in seinem Heimatbezirk Favoriten.

## Privatleben
Johann Driemer wurde 1943 mitten in die Wirren des Zweiten Weltkrieges hinein geboren als Sohn eines Schusters und einer Hausfrau. Er heiratete früh mit 19 Jahren seine Frau Gertrude Rauch, eine Schuhverkäuferin, die ursprünglich aus dem deutschsprachigen Burgenland stammte und gerade ihre Lehrzeit in Wien absolvierte. Seine Tochter erhielt den Namen Gina, diese gebar 1994 ihren Sohn Manuel Driemer.

## Ehrungen
- Großes Goldenes Ehrenzeichen der Republik Österreich (2007)

Auszug aus der Laudatio von Staatssekretärin Marek: "Mit Sachkenntnis, Zielstrebigkeit und Konsensbereitschaft hat sich Driemer auch auf Arbeitgeberseite großen Respekt und Anerkennung erworben. Er, der „Workaholic“ und „Sir der Gewerkschaftsbewegung“, ist ein Sozialpartner mit Handschlagqualität gewesen."
- Goldene Ehrenzeichen für Verdienste um das Land Wien (2007)

Auszug aus der Laudatio von Landtagspräsident Hatzl: „Driemer gehört zu den Politikern die durch viele Jahre ihr engagiertes Wirken in den Dienst der Stadt Wien und ihrer Bevölkerung gestellt haben. Die Auszeichnungen ist ein Dank der Stadt für das Lebenswerk der Geehrten, die an vielen bürgernahen und kommunalpolitisch wichtigen Entscheidungen und Maßnahmen mitgewirkt haben.“
- Viktor-Adler-Plakette (2007)[8]
- Johann-Böhm-Plakette in Gold (2006)[9]
- Goldene Nadel der BHI (Bau-Holz-Internationale) (2006)[9]
- Goldene-Hans-Böck-Ehrennadel (2006)[10]